# Georgi Pashov
Georgi Pashov (tiếng Bulgaria: Георги Пашов; sinh 4 tháng 3 năm 1990 ở Plovdiv) là một cầu thủ bóng đá Bulgaria thi đấu ở vị trí hậu vệ cho Ararat-Armenia. Pashov là người Bulgaria và Ukraina (từ người mẹ) và dòng họ bên mẹ cũng có tổ tiên từ châu Phi.

## Sự nghiệp
Ngày 20 tháng 7 năm 2017, Pashov ký bản hợp đồng 2 năm cùng với Lokomotiv Plovdiv.

## Thống kê sự nghiệp
Tính đến 22 tháng 8 năm 2019
| Thành tích câu lạc bộ | Thành tích câu lạc bộ | Thành tích câu lạc bộ | Giải vô địch | Giải vô địch | Cúp                  | Cúp                  | Châu lục | Châu lục  | Khác | Khác      | Tổng | Tổng      | Tổng |
| Câu lạc bộ            | Giải vô địch          | Mùa giải              | Trận         | Bàn thắng    | Trận                 | Bàn thắng            | Trận     | Bàn thắng | Trận | Bàn thắng | Trận | Bàn thắng |      |
| Bulgaria              | Bulgaria              | Bulgaria              | Giải vô địch | Giải vô địch | Cúp bóng đá Bulgaria | Cúp bóng đá Bulgaria | Châu Âu  | Châu Âu   | Khác | Khác      | Tổng | Tổng      |      |
| --------------------- | --------------------- | --------------------- | ------------ | ------------ | -------------------- | -------------------- | -------- | --------- | ---- | --------- | ---- | --------- | ---- |
| Chavdar Etropole      | B Group               | 2009–10               | 19           | 1            | 2                    | 0                    | —        | —         | —    | —         | 21   | 1         |      |
| Chavdar Etropole      | B Group               | 2010–11               | 23           | 1            | 2                    | 0                    | —        | —         | —    | —         | 25   | 1         |      |
| Chavdar Etropole      | B Group               | 2011–12               | 14           | 0            | 1                    | 0                    | —        | —         | —    | —         | 15   | 0         |      |
| Chavdar Etropole      | Chavdar Tổng cộng     | Chavdar Tổng cộng     | 56           | 2            | 5                    | 0                    | 0        | 0         | 0    | 0         | 61   | 2         |      |
| Slavia Sofia          | A Group               | 2011–12               | 2            | 0            | 0                    | 0                    | —        | —         | —    | —         | 2    | 0         |      |
| Montana (mượn)        | A Group               | 2012–13               | 18           | 1            | 0                    | 0                    | —        | —         | —    | —         | 18   | 1         |      |
| Slavia Sofia          | A Group               | 2013–14               | 13           | 0            | 3                    | 0                    | —        | —         | —    | —         | 16   | 0         |      |
| Slavia Sofia          | Slavia Tổng cộng      | Slavia Tổng cộng      | 15           | 0            | 3                    | 0                    | 0        | 0         | 0    | 0         | 18   | 0         |      |
| Montana               | B Group               | 2014–15               | 23           | 1            | 2                    | 0                    | —        | —         | —    | —         | 25   | 1         |      |
| Montana               | A Group               | 2015–16               | 22           | 1            | 1                    | 0                    | —        | —         | —    | —         | 23   | 1         |      |
| Montana               | Montana Tổng cộng     | Montana Tổng cộng     | 45           | 2            | 3                    | 0                    | 0        | 0         | 0    | 0         | 48   | 2         |      |
| Slavia Sofia          | First League          | 2016–17               | 31           | 0            | 0                    | 0                    | 2        | 0         | 0    | 0         | 33   | 0         |      |
| Slavia Sofia          | Slavia Tổng cộng      | Slavia Tổng cộng      | 46           | 0            | 3                    | 0                    | 2        | 0         | 0    | 0         | 51   | 0         |      |
| Lokomotiv Plovdiv     | First League          | 2017–18               | 7            | 0            | 1                    | 0                    | —        | —         | —    | —         | 8    | 0         |      |
| Etar                  | First League          | 2017–18               | 15           | 2            | 0                    | 0                    | —        | —         | —    | —         | 15   | 2         |      |
| Ararat-Armenia        | Premier League        | 2018–19               | 24           | 2            | 5                    | 0                    | —        | —         | —    | —         | 29   | 2         |      |
| Ararat-Armenia        | Premier League        | 2019–20               | 0            | 0            | 0                    | 0                    | 7        | 0         | 0    | 0         | 7    | 0         |      |
| Tổng cộng sự nghiệp   | Tổng cộng sự nghiệp   | Tổng cộng sự nghiệp   | 211          | 9            | 17                   | 0                    | 9        | 0         | 0    | 0         | 237  | 8         |      |

1. ↑  Includes Siêu cúp bóng đá Bulgaria matches.